# Gottfried August Bürger

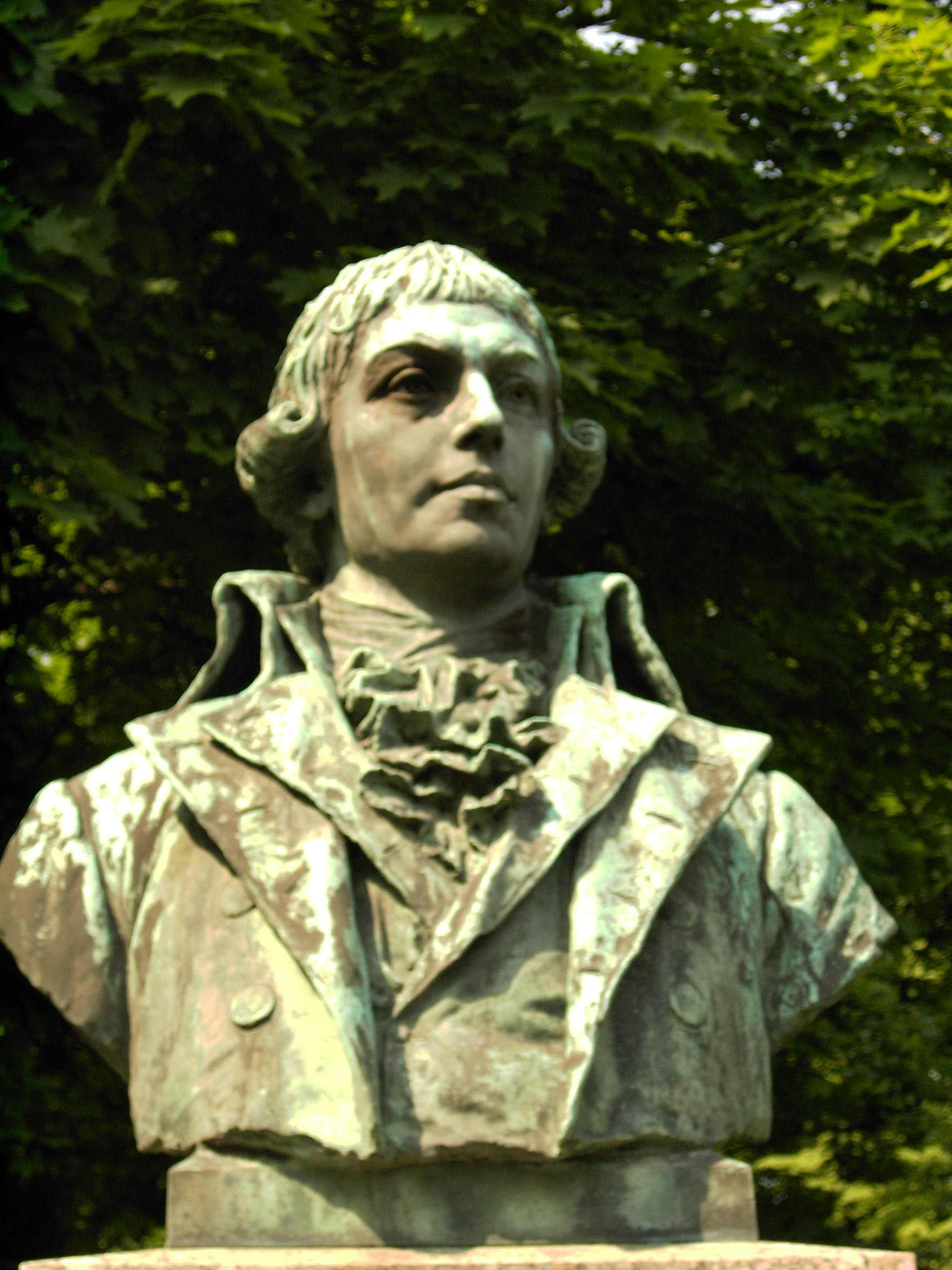
Gottfried August Bürger

Gottfried August Bürger (n. 31 decembrie 1747, Molmerswende, Principatul Saxoniei – d. 8 iunie 1794, Göttingen, Principatul Braunschweig-Lüneburg) a fost poet german, exponent al curentului literar Sturm und Drang.
A făcut parte din Gottinger Hain, un cerc de poeți aparținând curentului Sturm und Drang, care a făcut să renască interesul pentru temele inspirate din folclor și din natură.

## Opera
- 1774: Lenore
- 1778: Vânătorul sălbatic ("Die wilde Jäger")
- 1778: Contele prădalnic ("Der Raubgraf")
- 1786: Münchhausen (sau 	Uimitoarele călătorii ale baronului Münchhausen) - povestire inspirată după Rudolf Erich Raspe.

Sub influența ideilor lui Johann Gottfried von Herder, Bürger este creatorul baladei culte germane.